# پیمان جان
پیمان جان (زاده ‎۱۳ فروردین ۱۳۷۵ - اردبیل) یک وزنه‌بردار اهل ایران است.

## افتخارات
- کسب نایب قهرمانی و نشان نقره دسته ۱۰۵ کیلوگرم به همراه عنوان قهرمانی تیمی در رقابت‌های قهرمانی جوانان آسیا به میزبانی توکیو ژاپن.[۲]